# Hald mich 's vas
"Hald mich 's vas" is een nummer van de Nederlands-Limburgse band Neet oét Lottum. Het nummer werd uitgebracht op hun album Krak uit 2005.

## Achtergrond
Neet oét Lottum, een Limburgse streektaalband, maakte meestal carnavalsmuziek. "Hald Mich 's Vas" kenmerkt zich echter door de serieuze toon over een dierbare die zelfmoord heeft gepleegd. Zanger en schrijver van het nummer Frans Pollux vertelde in een interview met het televisieprogramma Top 2000 à Go-Go over het nummer: "Het onderwerp [van het lied] is de dood, en wat liefde kan doen om de dood op afstand te houden. [...] Op twee derde van het liedje is er een zin: 'Die stomme bloemblaadjes op je kist'. Dan wordt duidelijk dat het gaat over iemand die dood is. Als je goed de tekst leest, dan begrijp je dat diegene er zelf voor koos." Het nummer gaat over een ervaring die Pollux zelf mee heeft gemaakt: "Die [bloemblaadjes] lagen er. Dat beeld is heel sterk. Ik zie het nog voor me."
De persoon die de troost nodig heeft, vraagt aan een geliefde of deze troost kan bieden: "Hou me eens vast en dan laat je me pas als ik alles vergeten ben los, ben stil en zeg zacht: het komt goed, hoeveel dagen het mij ook kost". Volgens Pollux is het bieden van troost simpel: "Je moet vasthouden en zeggen: 'Het komt goed', net als dat je bij een klein kind doet. Maar het komt nooit meer goed als er iemand weg is. Maar die woordjes zijn krachtig genoeg om dat idee te doen landen. Vergeten, het liefst het leed, de pijn en het verdriet. Het gaat niet, maar wel eventjes, met vasthouden of een liedje."
"Hald mich 's vas" is het bekendste nummer van Neet oét Lottum. In 2005 debuteerde het op de eerste plaats in de Limbo Top 100 met de honderd beste Limburgse nummers, samengesteld door de lokale omroep L1 en heeft sindsdien enkel in 2013 niet in de top 10 gestaan. In de lijst met grootste hits uit de lokale hitlijst Limbo Top 10 ooit staat het nummer op de vierde plaats. Tevens raakte het nummer landelijk bekend nadat het in 2005 in de Radio 2 Top 2000 debuteerde, met plaats 235 in 2007 als hoogste notering.
Tijdens de 2020 editie van 3FM Serious Request werd Hald mich 's vas de meest aangevraagde plaat en liet daarmee Heroes van David Bowie en Impossible van Nothing But Thieves achter zich. Het nummer werd extra populair bij deze editie door een ontroerend verhaal van DJ Wijnand Speelman. Op de slotdag van de actie speelde Frans Pollux het nummer live met The Dutch String Collective.

## NPO Radio 2 Top 2000
| Nummer met noteringen in de NPO Radio 2 Top 2000 | '05 | '06 | '07 | '08 | '09 | '10 | '11  | '12  | '13 | '14  | '15 | '16 | '17 | '18 | '19 | '20 | '21 | '22 | '23 | '24 |
| ------------------------------------------------ | --- | --- | --- | --- | --- | --- | ---- | ---- | --- | ---- | --- | --- | --- | --- | --- | --- | --- | --- | --- | --- |
| Hald mich ens vas                                | 508 | 381 | 235 | 553 | 772 | 809 | 1094 | 1079 | 741 | 1009 | 495 | 755 | 829 | 697 | 728 | 563 | 459 | 494 | 532 | 570 |

1. ↑  Een vetgedrukt getal geeft de hoogste notering aan.
2. ↑  2005 was het eerste jaar met een notering voor dit nummer.